# 陳銓 (正統進士)
陳銓（1410年—？），字文衡，河南開封府鄭州汜水縣人，民籍。明朝政治人物。進士出身。

## 生平
河南鄉試第三十三名。正統七年（1442年）壬戌科會試第八十六名，殿試登進士第三甲第八十五名。

## 家族
曾祖父陳仲遠。祖父陳思明。父亲陳原，曾任本縣學教諭。